# Girls of the Golden West

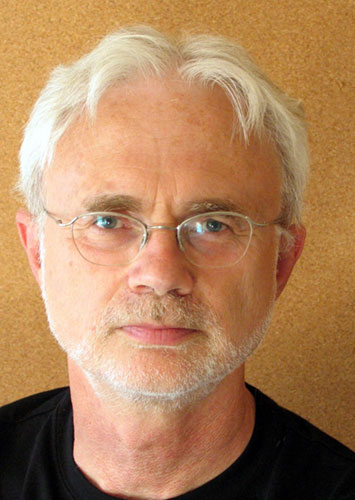
John Adams

Girls of the Golden West är en opera i två akter med musik av  John Adams och libretto av Peter Sellars. San Francisco Opera beställde verket i samarbete med Dallas Opera, Nederländska Operan och Teatro La Fenice i Venedig. Operan hade premiär i San Francisco den 21 november 2017.

## Kompositionshistoria
Operan är inspirerade av Louise Clappes brev åren 1851/1852, nedskrivna under ett och ett halvt års tid i gruvsamhället Rich Bar (nuvarande Diamondville i Kalifornien) under Guldrushen i Kalifornien. Clappe publicerade breven under pseudonymen Dame Shirley. Librettot hämtar också källor från annan litteratur från tiden, inklusive tidningsartiklar och skrifter av Mark Twain. Adams skrev, "Att få tillfälle att tonsätta musik till autentiska röster från dessa människor, antingen från deras brev eller deras sånger eller från tidens tidningar, är ett stort privilegium för mig." Sellars, som också regisserade operan, författade libretto medan han gjorde forskningar för en uppsättning av Giacomo Puccinis opera La fanciulla del West från 1910 (byggd på David Belascos pjäs The Girl of the Golden West från 1905), vilken också behandlade guldrushens tid. Enligt Sellars var "dessa sanna historier överväldigande i sin heroism, passion och grymhet, berättande historier om raskonflikter, färgstarka och humoristiska händelser, politisk medvetenhet och besvären att bygga ett nytt liv och avgöra vad det innebär att vara amerikan."
Sellars tidigare samarbeten med Adams hade varit operauppsättningarna Nixon in China, The Death of Klinghoffer och Doctor Atomic (till vilka Sellars också skrev texterna).

## Personer
| Roller                       | Stämma      | Premiärbesättning den 21 november 2017 (Dirigent: Grant Gershon) |
| ---------------------------- | ----------- | ---------------------------------------------------------------- |
| Louise Clappe (Dame Shirley) | sopran      | Julia Bullock                                                    |
| Ned Peters                   | basbaryton  | Davóne Tines                                                     |
| Joe Cannon                   | tenor       | Paul Appleby                                                     |
| Ah Sing                      | sopran      | Hye Jung Lee                                                     |
| Clarence                     | basbaryton  | Ryan McKinny                                                     |
| Josef Segovia                | mezzosopran | J'Nai Bridges                                                    |
| Ramón                        | baryton     | Elliot Madore                                                    |
| Lola Montez                  | dansare     | Lorena Feijóo                                                    |
| Manskör                      |             |                                                                  |